# Кубок Туреччини з футболу 2003—2004
Кубок Туреччини з футболу 2003–2004 — 42-й розіграш кубкового футбольного турніру в Туреччині. Титул вдруге поспіль здобув Трабзонспор.

## Календар
| Раунд        | Дата              | Матчі | Клуби   |
| ------------ | ----------------- | ----- | ------- |
| Перший раунд | 12 листопада 2003 | 16    | 48 → 32 |
| 1/16 фіналу  | 16-18 грудня 2003 | 16    | 32 → 16 |
| 1/8 фіналу   | 28-29 січня 2004  | 8     | 16 → 8  |
| 1/4 фіналу   | 10-11 лютого 2004 | 4     | 8 → 4   |
| 1/2 фіналу   | 17 березня 2004   | 2     | 4 → 2   |
| Фінал        | 5 травня 2004     | 1     | 2 → 1   |

## Перший раунд
| Команда 1                  | Рахунок | Команда 2                |
| -------------------------- | ------- | ------------------------ |
| 12 листопада 2003          |         |                          |
| Коджаеліспор (2)           | 2:0     | Сариєр (3)               |
| Істанбул Бююкшехір (2)     | 2:1 дч  | Зонгулдакспор (3)        |
| Чанаккале Дарданелспор (2) | 0:1     | Вестел Манісаспор (2)    |
| Сакар'яспор (2)            | 3:2     | Бурса Меріносспор (3)    |
| Ізмірспор (2)              | 0:2     | Каршияка (2)             |
| Алтай (2)                  | 1:0     | Гезтепе (2)              |
| Айдинспор (3)              | 2:6     | Коньяспор                |
| Антальяспор (2)            | 1:0     | Мармарис Беледієспор (3) |
| Тюрк Телекомспор (2)       | 2:0     | Анкараспор (2)           |
| Адана Демірспор (3)        | 2:4     | Шекерспор (3)            |
| Їмпаш Йозгатспор (2)       | 0:6     | Кайсері Ерджіясспор (2)  |
| Сівасспор (2)              | 2:3     | Кайсеріспор (2)          |
| Хатайспор (3)              | 0:1 дч  | Мерсін Ідманюрду (2)     |
| Адана Демірспор (2)        | 4:1     | Шанлиурфаспор (3)        |
| Гюмюшханеспор (3)          | 2:3     | Акчаабат Себатспор       |
| Ерзурумспор (3)            | 2:4     | Чайкур Різеспор          |

## 1/16 фіналу
| Команда 1               | Рахунок | Команда 2              |
| ----------------------- | ------- | ---------------------- |
| 16 грудня 2003          |         |                        |
| Сакар'яспор (2)         | 2:3 дч  | Денізліспор            |
| 17 грудня 2003          |         |                        |
| Антальяспор (2)         | 0:2     | Істанбулспор           |
| Адана Демірспор (2)     | 0:1     | Анкарагюджю            |
| Елязигспор              | 2:3     | Чайкур Різеспор        |
| Кайсері Ерджіясспор (2) | 0:1 дч  | Бурсаспор              |
| Генчлербірлігі          | 2:0     | Алтай (2)              |
| Коньяспор               | 3:2     | Аданаспор              |
| Малатьяспор             | 3:1     | Істанбул Бююкшехір (2) |
| Вестел Манісаспор (2)   | 3:2 дч  | Каршияка (2)           |
| Самсунспор              | 2:0     | Мерсін Ідманюрду (2)   |
| Акчаабат Себатспор      | 0:3     | Газіантепспор          |
| Трабзонспор             | 3:1     | Кайсеріспор (2)        |
| Галатасарай             | 4:1     | Тюрк Телекомспор (2)   |
| Бешикташ                | 2:1     | Коджаеліспор (2)       |
| Шекерспор (3)           | 0:3     | Діярбакирспор          |
| 18 грудня 2003          |         |                        |
| Фенербахче              | 3:0     | Газіантеп (3)          |

## 1/8 фіналу
| Команда 1             | Рахунок | Команда 2       |
| --------------------- | ------- | --------------- |
| 28 січня 2004         |         |                 |
| Бурсаспор             | 0:1     | Коньяспор       |
| Істанбулспор          | 1:0     | Анкарагюджю     |
| Вестел Манісаспор (2) | 0:1 дч  | Денізліспор     |
| Генчлербірлігі        | 1:0     | Малатьяспор     |
| Діярбакирспор         | 0:1     | Трабзонспор     |
| Галатасарай           | 0:5     | Чайкур Різеспор |
| Газіантепспор         | 4:1     | Бешикташ        |
| 29 січня 2004         |         |                 |
| Самсунспор            | 0:1 дч  | Фенербахче      |

## 1/4 фіналу
| Команда 1       | Рахунок      | Команда 2    |
| --------------- | ------------ | ------------ |
| 10 лютого 2004  |              |              |
| Генчлербірлігі  | 2:0          | Денізліспор  |
| 11 лютого 2004  |              |              |
| Трабзонспор     | 2:1 дч       | Коньяспор    |
| Газіантепспор   | 0:0 пен. 4:5 | Істанбулспор |
| Чайкур Різеспор | 2:4 дч       | Фенербахче   |

## 1/2 фіналу
| Команда 1       | Рахунок | Команда 2      |
| --------------- | ------- | -------------- |
| 17 березня 2004 |         |                |
| Істанбулспор    | 0:2     | Трабзонспор    |
| Фенербахче      | 2:4     | Генчлербірлігі |

## Фінал
| 5 травня 2004 |

| Трабзонспор                                             | 4:0      | Генчлербірлігі |
| ------------------------------------------------------- | -------- | -------------- |
| Мехмет 22' Караденіз 70', 77' (пен.) Агінфул 88' (пен.) | Протокол |                |

| Олімпійський стадіон Ататюрка, Стамбул Глядачів: 30 000 Арбітр: Куддусі Мюфтюоглу |